# Gerald James Edmondson
Gerald James Ellis Edmondson (* 19. September 1898 in Devonshire) war ein britischer Staatsbeamter und Diplomat.

## Leben und Tätigkeit
Edmondson war ein Sohn des Architekten James Curtice Ellis und seiner Frau Laura Emily O’Brien Vincent. Nach dem Besuch der Westminster Cathedral School und des City of London Colleges nahm er von 1914 bis 1918 am Ersten Weltkrieg teil.
1920 trat Edmondson in den Staatsdienst ein. 1920 wurde er als Finanzbeamter in den Dienst des britischen Arbeitsministeriums (Ministry of Labour) aufgenommen. Am 28. Mai 1923 bestand er die Aufnahmeprüfung für den Dienst als Clerical Officer und wurde daraufhin als Beamter ins Handelsministerium übernommen, wo er bis 1925 verblieb.
Zum 29. Juli 1925 wurde Edmondson dem britischen diplomatischen Dienst in Japan zugeteilt: Im Rahmen seiner Tätigkeit in Japan wurde er am 20. Februar 1929 zum Prokonsul in Dairen ernannt.
Am 22. September 1941 wurde Edmondson aus Japan abgezogen und dem Ministerium für Kriegstransportwesen (Ministry of War Transport) in London zur Verfügung gestellt. Anschließend wechselte er ans britische Generalkonsulat in New York, wo er am 26. Juli 1942 in den Rang eines Vizekonsul erhoben wurde. Nach Kriegsende wurde er am 25. September 1945 als Prokonsul nach Baltimore versetzt.
Am 16. Juli 1946 wurde Edmondson der britischen Verbindungsmission in Japan zugeteilt. Zum 1. November 1946 wurde er nach Yokohama versetzt, wo er ab dem 12. Juli 1947 den Posten eines geschäftsführenden Konsuls bekleidete.